# Groene Hart
Pour les articles homonymes, voir Hart.

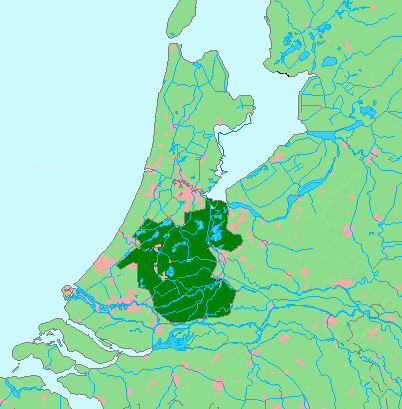
Localisation du Groene Hart.

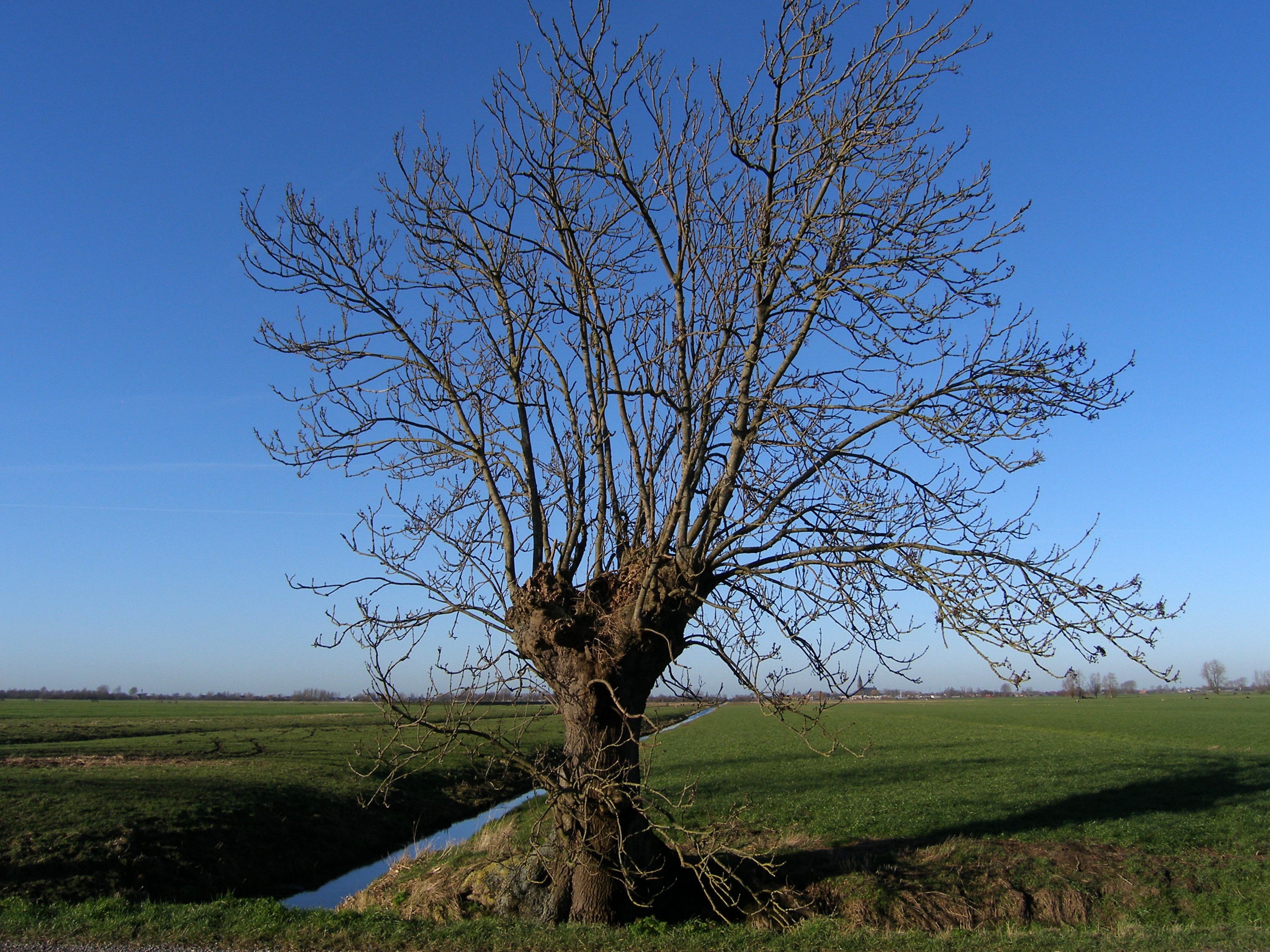
Paysage dans le polder Lopikerwaard, typique pour le Groene Hart.

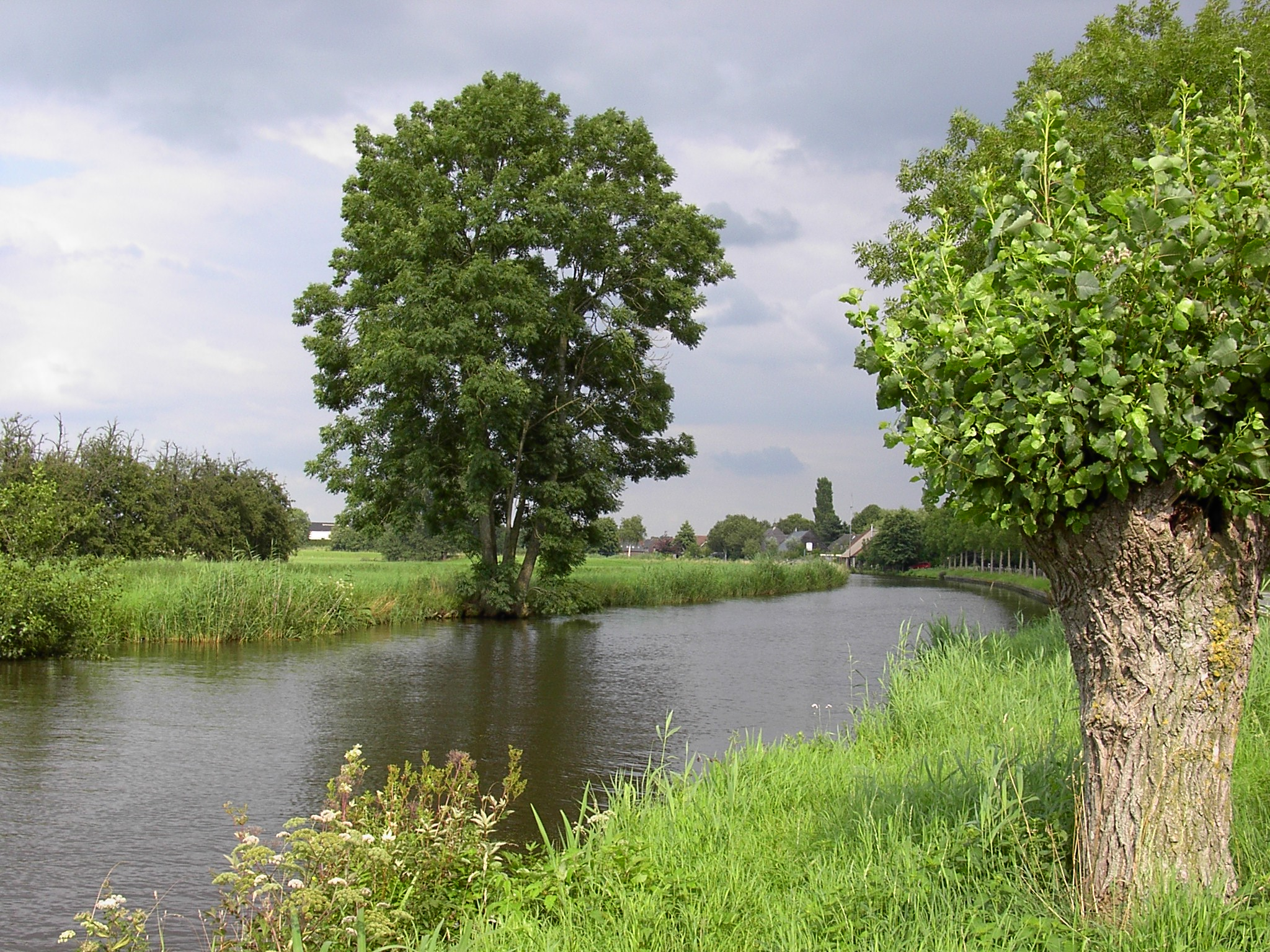
Paysage près de Montfoort.

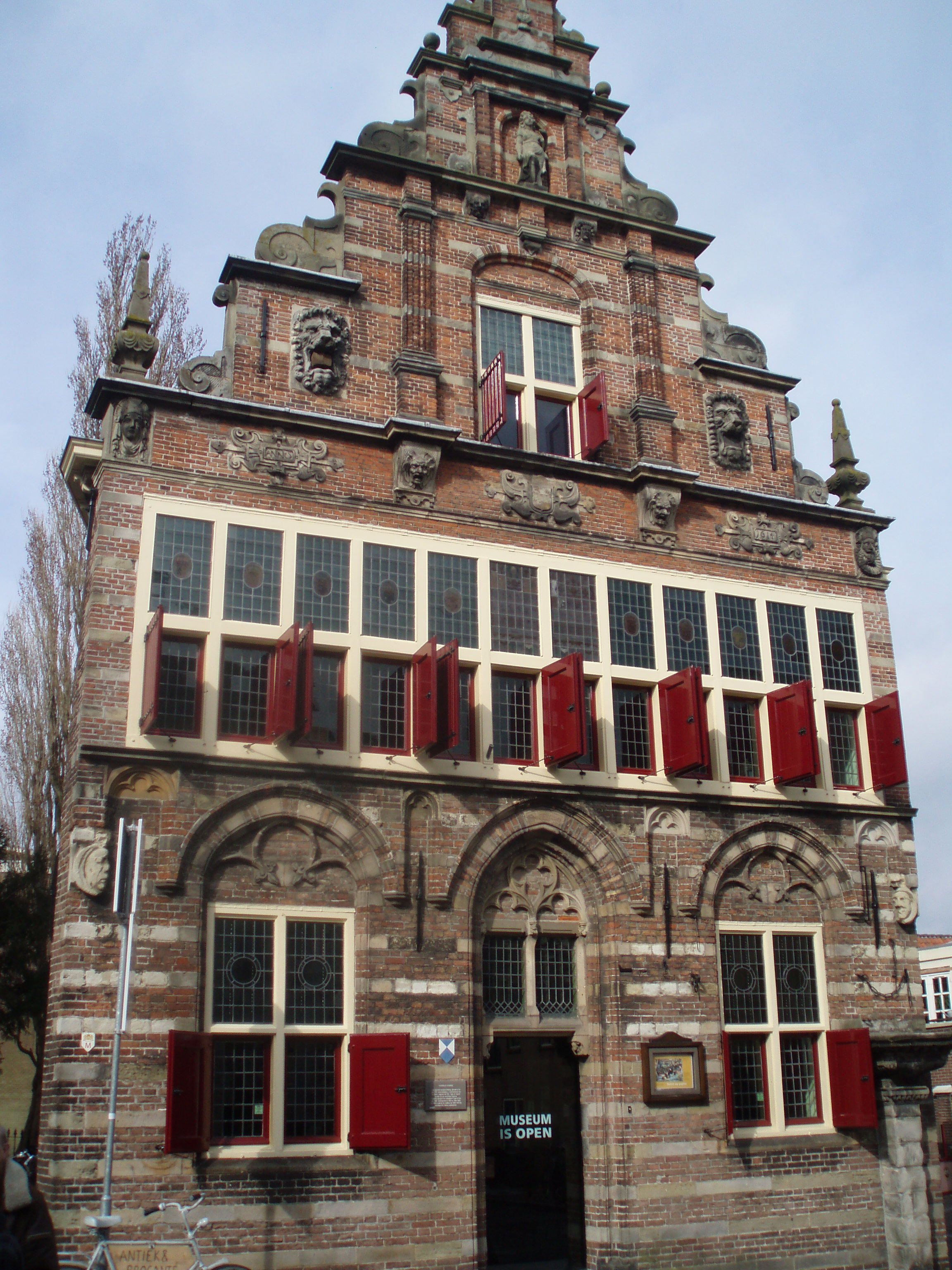
Hôtel de ville de Woerden.

Le Groene Hart (prononcé en néerlandais : [ˈxrunə ˈɦɑrt] ; en français : « Cœur vert ») est une région naturelle des Pays-Bas relativement peu peuplée, située à l'intérieur de la conurbation de la Randstad. Il comprend notamment les villes de Zoetermeer, Alphen aan den Rijn, Gouda, Waddinxveen, Bodegraven, Gorinchem, Vianen et Woerden, bordé par les plus grandes villes de Rotterdam, La Haye, Leyde, Haarlem, Amsterdam et Utrecht.
De par son caractère rural, le Groene Hart forme un pôle opposé au territoire urbain alentour. L'agriculture, la nature et les loisirs sont ses principales fonctions. Ses habitants et ses visiteurs y trouvent calme, espace et verdure.
De nombreuses espèces d'oiseaux y vivent, tels que la barge, le vanneau huppé et l'huîtrier pie.

## Histoire
Au fil des siècles, une couche de tourbe épaisse et humide s'est formée entre les grandes villes de l'ouest des Pays-Bas. Ce sol tourbeux n'était pas idéal pour la construction, mais pour l'agriculture et l'extraction de tourbe. À partir du Siècle d'or néerlandais, un cercle de villes se forme autour d'un territoire central riche en eau, vert et ouvert. Le nom de Groene Hart lui est attribué dans la seconde moitié du XXe siècle.
Ce territoire constituait une partie de la ligne d'eau hollandaise, dispositif de défense des XVIIe et XVIIIe siècles.

## Un territoire aquatique
Le Groene Hart est une région riche en eau. On y trouve ainsi des étendues d'eau comme les Reeuwijkse Plassen, les Langeraarse Plassen, les Nieuwkoopse plassen, les Vinkeveense plassen et le Braassemermeer, ainsi que des rivières : l'IJssel hollandais, le Vieux Rhin, le Lek, le Vlist, la Loet et la Rotte ; et de plus petits cours d'eau : l'Aar, la Gouwe et la Meije.

## Randonnée
La région est traversée par le sentier du Groene Hart, l'un des sentiers régionaux (streekpaden) néerlandais, ainsi que le sentier de grande randonnée Floris V.